# دنیل خالیموف
دنیل خالیموف (قزاقی: Данил Тахирович Халимов؛ زادهٔ ۶ ژوئیهٔ ۱۹۷۸ – درگذشته ۱۵ اکتبر ۲۰۲۰) کشتی‌گیر اهل قزاقستان بود.